# 胡忠华

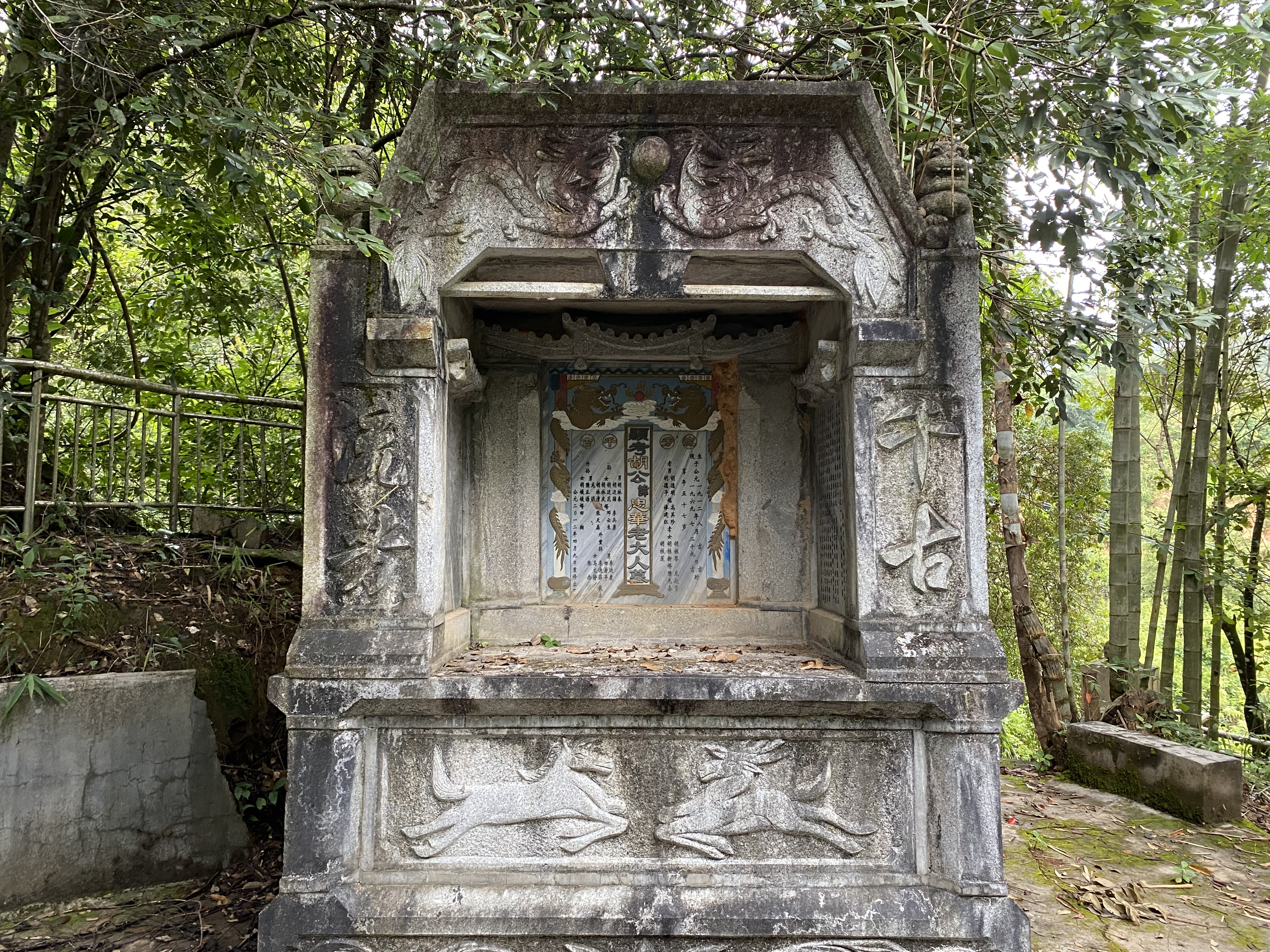
胡忠华墓

胡忠华（1912年8月—1969年7月29日），佤名尼康（也作尼康木），佛名帕伊翁，政府登記名稱达奔，云南沧源县班洪大寨人，前任班洪总管胡忠汉之弟。佤族部落及中华人民共和国政治人物，历任班洪王子、沧源县代理县长、普洱、缅宁（临沧）专员公署副专员、云南省人民委员会委员、云南省民委副主任、云南省政协第三届委员会副主席，以及第一、二、三届全国人大代表。

## 生平
胡忠华幼年出家，进班洪佛寺，18岁还俗。1930年镇康县县长纳汝珍为其取名“胡忠华”。1934年，在班洪抗英斗争事件中，参与了抗英保厂的斗争，曾奉其父讲宗之命，指挥作战，击退英军，收复失地。1942年，日军入侵阿佤山，各地纷纷组织自卫军反对日寇侵略。同年，世袭班洪总管胡忠汉病逝，其子胡德胜年幼，由其叔父胡玉芳和胡忠华共同摄政。由于日军侵入阿佤山，胡忠华创立了阿佤山抗日独立大队，组织当地各族人民抵御进犯阿佤山的日军。1942年8月，宋希濂遵照蒋介石《致滇西各土司电》精神，指挥边疆各土司组织抗日武装:174。耿马、沧源组建了耿沧抗日游击队。1942年底，宋希濂委任班洪总管胡忠华为大队长，成立了民族抗日独立大队。1943年春，在日军大军压境之时，班洪所属部落头人及数百名群众会集班洪，剽牛盟誓祭山神，正式封胡忠华为班洪部落代理王子。在胡忠义和李文焕的护送之下，1943年10月，班洪王胡忠华亲自率团到昆明请求龙云主席援助，被封为“班洪守备司令官”，回到沧源后组织“滇黔绥靖公署云南省政府班洪自卫队”，并配合国军先后在芒艾、芒鸠等地作战。1948年春，再次前往昆明晋见云南省主席卢汉，被封为“班洪自卫支队”总指挥。1949年5月田兴武等人起事颠覆沧源设治局统治，8月国民党专员彭肇模令耿马土司、镇康自卫队进攻沧源，胡忠华组织班洪地方武装反击夺回班莫、班改等地。
1951年，普洱专区任胡忠华为第五副专员。同年云南反共救国军进攻沧源，李弥曾邀胡一同反共，遭拒。沧源县长田兴武出走缅甸后，胡忠华任沧源县代理县长，并在1952年底出任缅宁专区副专员。1954年被委任为“班洪王”:176，同年以云南省人民代表和全国人大代表身份出席第一届全国人民代表大会。9月，他出席第一届全国人大第一次会议讨论宪法草案，期间并发言。回到沧源后胡忠华享有国家行政十一级工资待遇，沧源剿匪战结束后解放军向其归还被国军抢走的两挺其个人所有的重机枪，政府也未收缴1958年从他家牛厩挖出的财宝。1958年秋，胡在昆明黑林铺参加云南省民委举办的民族上层学习班中表示，其认识到所拥有的财富是剥削人民而来，并颂扬中国共产党，回沧源后即献出家中的武器。1960年至1962年，勘划中缅南段边界过程中，胡忠华担任班洪、班老地区行政管理委员会主任，主张班老地区划归中国。1964年1月，当选为云南省政协第三届委员会副主席。文化大革命期间，受到错误的批判，家产被抄没，胡本人被遣送到昆明白花山农场劳改。1969年7月29日，因高血压抢救无效，病故于昆明（一说7月20日）。1979年4月2日，胡忠华得到平反昭雪。1991年，根据胡忠华家属的要求，其骨灰被移回班洪故土安葬，魂回故里，长眠于阿瓦山。:174-176